# Progetto Daedalus
Progetto Daedalus (Project Daedalus) fu uno studio condotto fra il 1973 e il 1978 dalla società interplanetaria britannica (British Interplanetary Society) per progettare una sonda spaziale per un viaggio interstellare senza equipaggio. Una dozzina di scienziati e ingegneri, guidati da Alan Bond, lavorarono al progetto e decisero di proporre una propulsione con un razzo a fusione nucleare.
Il criterio di progetto stabiliva che la navicella doveva utilizzare tecnologie attuali o di prossima realizzazione ed essere in grado di raggiungere la loro destinazione entro la durata della vita media di un uomo (tempo di volo di circa 50 anni). Nonostante questo, l'astronave non avrebbe avuto equipaggio ma solo strumentazioni scientifiche.
L'obiettivo scelto fu la Stella di Barnard perché relativamente vicina (dista 5,9 anni luce) e perché, secondo le opinioni di Peter van de Kamp dell'epoca, dotata di un sistema planetario. L'esistenza di un sistema di giganti gassosi ipotizzata da van de Kamp è stata in seguito smentita, anche la presenza di un pianeta roccioso annunciata  nel 2018, è stata smentita in un articolo più recente. In ogni caso, al progetto Daedalus venne richiesta flessibilità sufficiente per poterlo utilizzare su altre stelle obiettivo.

## Progetto
Il progetto prevedeva che la sonda spaziale Daedalus fosse costruita in orbita terrestre e dovesse possedere una massa iniziale di 54 000 t, tra cui 50 000 t di carburante e 500 t di carico scientifico. L'astronave avrebbe avuto due stadi, il primo dei quali operativo per due anni, che avrebbe portato l'astronave ad una velocità pari al 7,1% di quella della velocità della luce (0,071 c). Successivamente il primo stadio sarebbe stato espulso mentre il secondo, attivato per 1,8 anni, avrebbe portato la velocità a circa il 12% di quella della luce (0,12 c), prima di essere spento per i successivi 46 anni durante la sua rotta di crociera. A causa dell'intervallo estremo di temperature operative richieste (da 1 600 °C a quasi lo zero assoluto), le strutture dei propulsori sarebbero state costruite in berillio, che conserva la sua robustezza anche a temperature criogeniche.
La velocità richiesta era ben oltre le capacità dei razzi ad energia chimica, maggiore anche dei motori che utilizzano il tipo di propulsione nucleare ad impulso studiato per il progetto Orione. Per questo motivo, Daedalus sarebbe stato dotato di una propulsione termonucleare ad impulso basata sulla fusione nucleare e spinta da un razzo che avrebbe utilizzato pastiglie composte da una miscela di deuterio/elio-3 come combustibile; la fusione avrebbe avuto luogo in una camera di reazione tramite un meccanismo di confinamento inerziale, innescata da un fascio di elettroni. Fatte detonare 250 pastiglie al secondo, il plasma derivato dalla reazione sarebbe stato diretto verso un ugello magnetico. A causa della rarità dell'elio-3, questo doveva essere raccolto dall'atmosfera di Giove tramite strutture robotiche sostenute da grandi mongolfiere, operative per 20 anni.
Il secondo stadio sarebbe stato dotato di due telescopi ottici da 5 metri di apertura e due radio telescopi da 20 metri di apertura. Dopo 25 anni di viaggio essi avrebbero iniziato a esaminare l'area attorno alla stella di Barnard per individuare e studiare i pianeti del sistema. Queste informazioni sarebbero state inviate sulla Terra utilizzando la "campana" del propulsore del secondo stadio come parabola di comunicazione. Poiché l'astronave non prevedeva la decelerazione nell'avvicinamento alla destinazione, essa avrebbe trasportato 18 sonde autonome. Queste, lanciate in un periodo variabile tra 7,2 e 1,8 anni prima di raggiungere il sistema stellare, sarebbero state spinte da propulsori ionici alimentati da generatori elettronucleari e avrebbero trasportato telecamere, spettrometri e altri sensori. Sarebbero dovute volare nei pressi delle destinazioni prescelte, viaggiando a 12% della velocità della luce per trasmettere le scoperte alla nave madre.
La stiva di carico della Daedalus con all'interno le sonde, i telescopi e gli altri equipaggiamenti, sarebbero stati protetti dal mezzo interstellare durante il viaggio da un disco di berillio spesso 7 mm, uno scudo ablativo costruito in questo materiale in ragione della sua leggerezza e dell'elevato calore latente di vaporizzazione. Gli ostacoli più grandi incontrati durante il passaggio attraverso il sistema stellare sarebbero stati dispersi tramite una nuvola di particelle generate da velivoli di supporto attorno all'astronave. La Daedalus sarebbe stata dotata di vari robot in grado di riparare autonomamente i danni o i malfunzionamenti.

## Specifiche
- Lunghezza: 190 m
- Massa propellente del primo stadio: 46 000 t
- Massa propellente del secondo stadio: 4 000 t
- Massa a vuoto del primo stadio: 1 690 t
- Massa a vuoto del secondo stadio: 980 t
- Tempo di accensione del primo stadio: 2,05 anni
- Tempo di accensione del secondo stadio: 1,76 anni
- Spinta del primo stadio: 7540 kN
- Spinta del secondo stadio: 663 kN
- Velocità scarico del propulsore: 10 000 km/s
- Massa del carico: 450 t

## Varianti
Una variante del progetto, che considerava una astronave auto-replicante, venne pubblicata nel 1980 da Robert Freitas. Il progetto originale fu modificato per includere tutti i sottosistemi necessari per l'auto-replicazione. Esso avrebbe utilizzato una sonda per inviare una fabbrica con una massa di circa 443 t verso un sito distante. Questa fabbrica si sarebbe replicata varie volte per incrementare la propria capacità totale di produzione e successivamente avrebbe iniziato a costruire altre sonde con una singola fabbrica autoreplicante in un periodo di tempo pari a 1000 anni.